# Hemisphaerius tappanus
Hemisphaerius tappanus är en insektsart som beskrevs av Matsumura 1916. Hemisphaerius tappanus ingår i släktet Hemisphaerius och familjen sköldstritar. Inga underarter finns listade i Catalogue of Life.